# Volkslied zonder titel
Het volkslied zonder titel was van 1997 tot 2010 het ongetitelde volkslied van de Nederlandse Antillen. Het werd geschreven door de scholier Zahira Hiliman  en later uit het Engels vertaald naar het Papiaments door Lucille Berry-Haseth.

## Achtergrond
Omdat de eilanden onderdeel waren (en zijn) van het Koninkrijk der Nederlanden, was eerst het Wilhelmus in gebruik als algemeen volkslied. In 1964 kreeg Bonaire echter een een eigen volkslied, dat ook 'geleend' werd aan de andere eilanden. De andere eilanden wilden echter liever een volkslied dat niet verbonden was aan één specifiek eiland. Dat werd gepresenteerd op Antillendag, 21 oktober 1997.
Na de staatkundige hervormingen binnen het Koninkrijk der Nederlanden in oktober 2010 werd dit volkslied niet meer gebruikt.